# Cupa României 1961-1962
La Cupa României 1961-1962 è stata la 24ª edizione della coppa nazionale disputata tra il 6 maggio e l'8 luglio 1962 e conclusa con la vittoria della Steaua București, al suo sesto titolo. L'organizzazione del torneo fu accelerata per soddisfare le cadenze europee.

## Sedicesimi di finale
Gli incontri si sono disputati tra il 6 e il 20 maggio 1962.
| Squadra 1          | Risultato | Squadra 2           |
| ------------------ | --------- | ------------------- |
| Vagonul Arad       | 0 - 2     | Jiul Petrila        |
| CSO Baia Mare      | 4 - 2     | Știința Cluj        |
| Olimpia București  | 1 - 2     | Metalul Târgoviște  |
| Farul Constanța    | 1 - 0     | Dinamo Pitești      |
| Dinamo Galați      | 1 - 4     | Progresul București |
| Chimia Govora      | 2 - 1     | Minerul Lupeni      |
| Corvinul Hunedoara | 1 - 3 dts | Știința Timișoara   |
| CSMS Iași          | 1 - 2 dts | Dinamo Bacău        |
| Crișul Oradea      | 1 - 2     | Steagul Roșu Brașov |
| Metalul Pitești    | 0 - 1     | Prahova Ploiești    |
| CSM Reșița         | 1 - 2     | UTA Arad            |
| Laminorul Roman    | 1 - 0     | Rapid Focșani       |
| CFR Roșiori        | 1 - 3     | Petrolul Ploiești   |
| Rapid Târgu-Mureș  | 0 - 1     | Dinamo Bucarest     |
| CSM Mediaș         | 0 - 3     | Rapid Bucarest      |
| Arieșul Turda      | 0 - 2     | Steaua Bucarest     |

## Ottavi di finale
Gli incontri si sono disputati tra il 20 e il 24 maggio 1962.
| Squadra 1           | Risultato | Squadra 2         |
| ------------------- | --------- | ----------------- |
| Dinamo Bacău        | 4 - 1     | UTA Arad          |
| Metalul Târgoviște  | 4 - 3     | Farul Constanța   |
| Petrolul Ploiești   | 2 - 1 dts | Dinamo Bucarest   |
| Steagul Roșu Brașov | 2 - 0     | Prahova Ploiești  |
| Jiul Petrila        | 3 - 1     | CSO Baia Mare     |
| Progresul București | 1 - 0     | Știința Timișoara |
| Rapid Bucarest      | 10 - 0    | Laminorul Roman   |
| Steaua Bucarest     | 3 - 1     | Chimia Govora     |

## Quarti di finale
Gli incontri si sono disputati il 17 e 18 giugno 1962. Il match Steagul Roșu Brașov - Jiul Petrila, terminato 4-4 dopo i tempi supplementari, è stato rigiocato il giorno successivo.
| Squadra 1           | Risultato | Squadra 2          |
| ------------------- | --------- | ------------------ |
| Rapid Bucarest      | 3 - 0     | Metalul Târgoviște |
| Steaua Bucarest     | 3 - 1     | Dinamo Bacău       |
| Progresul București | 3 - 2     | Petrolul Ploiești  |
| Steagul Roșu Brașov | 4 - 1     | Jiul Petrila       |

## Semifinali
Gli incontri si sono disputati il 27 giugno 1962.
| Squadra 1       | Risultato | Squadra 2           |
| --------------- | --------- | ------------------- |
| Rapid Bucarest  | 4 - 0     | Progresul București |
| Steaua Bucarest | 7 - 1     | Steagul Roșu Brașov |

## Finale
La finale venne disputata l'8 luglio 1962 a Bucarest.
| Arbitro: | Alexandru Tóth (Oradea) |

|                                                                                    |           |                |
| Viorel Mateianu 11’ Florea Voinea 40’ Gheorghe Constantin 47’ 64’ Gavril Raksi 85’ | Marcatori | 15’ Titus Ozon |